# Anger Management
Anger Management er en amerikansk komediefilm fra 2003 instrueret af Peter Segal og har Jack Nicholson og Adam Sandler i hovedrollerne.

## Medvirkende
- Adam Sandler
- Jack Nicholson
- Marisa Tomei
- Luis Guzmán
- Jonathan Loughran
- Kurt Fuller
- Krista Allen
- January Jones
- John Turturro
- Lynne Thigpen
- Woody Harrelson
- Kevin Nealon
- Allen Covert
- Nancy Walls
- John C. Reilly
- Heather Graham
- Harry Dean Stanton

## Ekstern henvisning
- Anger Management på Internet Movie Database (engelsk)
- Anger Management på Filmdatabasen
- Anger Management på Scope
- Anger Management i Svensk Filmdatabas (svensk)
- Anger Management på AlloCiné (fransk)
- Anger Management på MovieMeter (nederlandsk)
- Anger Management på AllMovie (engelsk)
- Anger Management hos American Film Institute (engelsk)
- Anger Management på Turner Classic Movies (engelsk)
- Anger Management på The Movie Database (engelsk)